# Бедевлянська сільська територіальна громада
Бедевлянська сільська громада — територіальна громада в Україні, у Тячівському районі Закарпатській області. Адміністративний центр — село Бедевля.
Площа громади —  км², населення —  мешканців (2020).
Утворена 12 червня 2020 року шляхом об'єднання Бедевлянської і Біловарської сільських рад Тячівського району.

## Населені пункти
До складу громади входять 5 сіл:
- с. Бедевля
- с. Глиняний
- с. Дібрівка
- с. Руня
- с. Біловарці